# Cour suprême du Togo
Pour les autres articles nationaux ou selon les autres juridictions, voir Cour suprême.
La Cour suprême du Togo, fondée en 1961, est la plus haute juridiction togolaise en matière judiciaire et administrative. Réformée en 1992, elle est constituée de deux chambres : l'une administrative et l'autre judiciaire.

## Histoire
La Cour suprême du Togo est officiellement créé par la loi du 16 août 1961 mais ne prend pleinement fonction que sous la présidence de Nicolas Grunitzky. La nouvelle constitution qu'il introduit en 1963 définit les missions de la Cour, parmi lesquelles s'assurer de la régularité de l'élection du Président, du Vice-président et des députés, veiller à la constitutionnalités des lois et des lois organiques. Cette constitution est toutefois rendue caduque par le coup d'État du général Eyadéma.
À partir de 1964, elle est composée de quatre chambres, dont une chambre constitutionnelle. La réforme de 1992 réduit ce nombre à deux : une constitutionnelle et une judiciaire. Elle est a nouveau réformée par la loi du 6 mars 1997, date à laquelle la Cour constitutionnelle est créée. Les deux cours sont initialement pensées pour être complémentaires, l'une se chargeant des atteintes à la constitution (Cour constitutionnelle) et l'autre des crimes et des appels (Cour suprême).
Si elle est longtemps située dans les locaux de l'ancien palais de justice à Lomé, construit en 1927, elle déménage dans les villas du Conseil de l'entente en 2008, dans la même ville.

## Organisation
Le président de la Cour suprême est nommé par le Conseil supérieur de la magistrature, qui est lui même dirigé par le président de la Cour Suprême. Ce conseil compte dans ses rangs trois membres de la Cour suprême. La Haute cour de justice compte parmi ses membres le président de la cour suprême.
Ses deux chambres doivent posséder quatre conseillers. C'est le Conseil supérieur de la magistrature qui propose les candidats au statut de conseiller et de juge. Tous sont nommés par décret du conseil des ministres et doivent prêter serment devant la Cour suprême.

## Compétence
La Cour suprême a compétence dans les domaines constitutionnel, judiciaire, administratif et financier,.
En particulier, la chambre constitutionnelle statue sur les prises à partie contre les magistrats et les pourvois en cassation contre les décisions rendues en dernier ressort par les juridictions civiles, commerciales, sociales et pénales. La chambre administrative a quant à elle compétence en ce qui concerne les recours pour excès de pouvoir, les conventions lors des élections locales, et les décisions administratives provenant de l'administration, des ordres professionnels et des organismes privés.

## Juges

### Composition actuelle
| Fonction                                | Nom                            | Date de prise de fonction      | Durée du mandat           |
| --------------------------------------- | ------------------------------ | ------------------------------ | ------------------------- |
| Premier président                       | Abdoulaye Yaya                 | 14 décembre 2020               | 4 ans et 3 mois           |
| Conseiller à la chambre judiciaire      | Koffi Koda                     | 2006                           | 19 ans                    |
| Présidente de la chambre administrative | Akpéné Djidonou                | 2012 (conseillère depuis 2008) | 17 ans                    |
| Procureur général                       | Justine Azanledji              | 18 novembre 2022               | 2 ans, 3 mois et 24 jours |
| Conseiller à la chambre judiciaire      | Kominte Dindangué              | 17 décembre 2021               | 3 ans, 2 mois et 25 jours |
| Conseiller à la chambre administrative  | Gbadoe Edoh Dodji              | 17 décembre 2021               | 3 ans, 2 mois et 25 jours |
| Conseiller à la chambre judiciaire      | Bignang Koffi Ernest           | 14 avril 2022                  | 2 ans et 11 mois          |
| Conseiller à la chambre administrative  | Nayo Karenkou Awoulmère        | 14 avril 2022                  | 2 ans et 11 mois          |
| Conseiller à la chambre administrative  | Kossi Houssin                  |                                |                           |
| Conseiller à la chambre administrative  | Kossivi Kindbelle Yvetus Assag |                                |                           |
| Conseiller à la chambre administrative  | Apoka Zepka                    |                                |                           |

### Premiers présidents
| Nom                        | Nommé par          | Date de prise de fonction | Date de fin de mandat |
| -------------------------- | ------------------ | ------------------------- | --------------------- |
| M. Durand                  | Sylvanus Olympio   | 1961                      | 1966                  |
| Mawupé Valentin Vovor      | Nicolas Grunitzky  | 1966                      | 1978                  |
| Atsu Koffi Louis Améga     |                    |                           |                       |
| Jacques Apaloo             |                    |                           |                       |
| Emmanuel Eméfa Apedo       |                    |                           |                       |
| Djigbodè Lawson-Fessou     | Gnassingbé Eyadéma | 1997                      | 2004                  |
| Tètè Théodore Tekoe        | Gnassingbé Eyadéma | juin 2004                 | septembre 2009        |
| Pignakwè Abalo Petchelebia | Faure Gnassingbé   | décembre 2008             | 29 juin 2012          |
| Patrice Akakpovi Gamatho   | Faure Gnassingbé   | 29 juin 2012              | 14 décembre 2020      |
| Bawa Yaya Abdoulaye        | Faure Gnassingbé   | 14 décembre 2020          | En exercice           |